# アリー効果
アリー効果（アリーこうか）は、生態学において、個体群密度の増加によって個体群に属する個体の適応度が増加する現象のことである。アメリカの生態学者であるウォーダー・クライド・アリー（Warder Clyde Allee）によって提唱されたことから、アリー効果と呼ばれる。

## 概要
個体群密度が増加することによって各個体の適応度が上昇する理由はいくつかある。
まず、個体群密度が上昇することによって繁殖相手の探索が容易になり、結果として適応度が増加する（特に広域のハビタットに生息する種にとって）。
また例えば魚が魚群を形成することによって、天敵に対する集団的防御作用が生じ、各個体の適応度が増加する。
他に、顕花植物が一箇所で集中して開花することによって、送粉者の誘引効果が上昇するといった現象も、アリー効果が働いている例である。
アリー効果は、希少生物の保全において大きな問題となる。
個体群密度が減少すると、交配相手を見つけることが困難になり、また、交配できても近親交配になるため繁殖率が低下することがある。このため、個体群が存続するために必要な閾値（アリー効果の閾値）が存在すると考えられる。個体群密度がアリー効果の閾値を下回ると、個体数は急速に減少し、絶滅する。

## 関連用語
- 個体群生態学
- 密度効果